# Cartuja de Friburgo
La cartuja de Friburgo era un monasterio cartujo en  Friburgo de Brisgovia, Baden-Wurtemberg, Alemania. A partir del otoño de 2014 albergará el colegio Robert Bosch del UWC.

## Los dos tableros
En la residencia se destacan dos placas (o tableros) en las que se consigna la historia del monasterio.
Tablero izquierdo: Fundado como monasterio cartujo “Monte de San Juan Bautista” en 1346 por el caballero  J. Snewlin Gresser,  alcalde de Friburgo, quemado el 13 de enero de 1780 y reconstruido provisoriamente, disuelto el 14 de mayo de 1782 por el emperador José II,  comprado por  Anton Barón de Baden, 1830 pasó por herencia a Bruno Barón de Türckheim y 1879  por compra al particular  h.W. Lüps.
Tablero derecho: El 30 de abril de 1894 este antiguo monasterio con todos los edificios, campos y bosques fue adquirido por el concejo municipal y el patronato de la ciudad Friburgo de Brisgovia bajo el alcalde superior Dr. O. Winterer y, después de su distribución entre ciudad, compañía de construcción y  hospital, fue reconstruido entre 1895 y 1897 a una segunda casa para los ocupantes del hospital del Santo Espíritu.
Anotación: Esta residencia de personas mayores mencionada en el tablero fue trasladada en 1969 al recién construido edificio al lado. "La residencia San Juan fue construida en 1969 como residencia de personas mayores en una pintoresca ubicación en la ladera sur del monte Hirzberg en Friburgo".

## Galería de imágenes

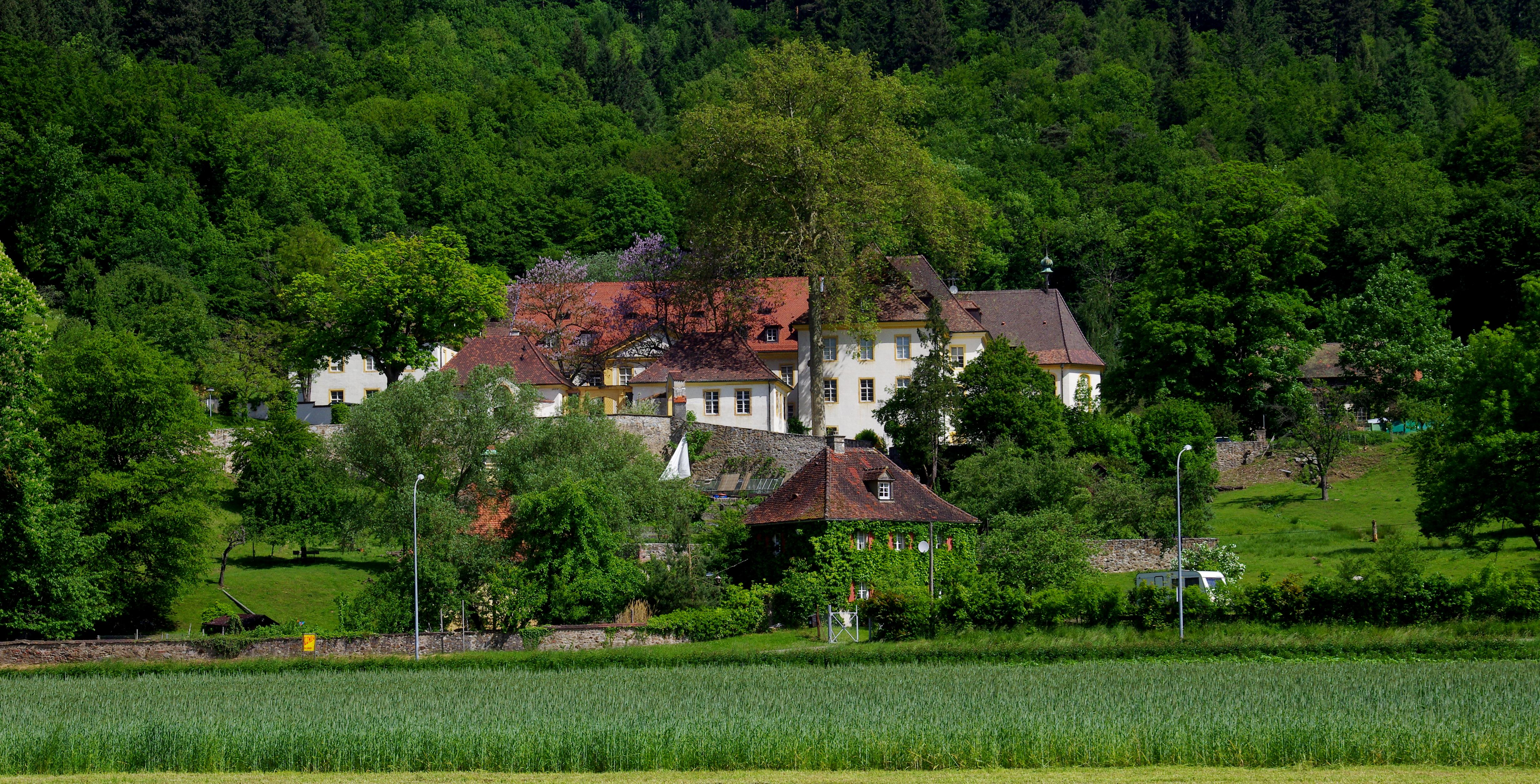
Conjunto
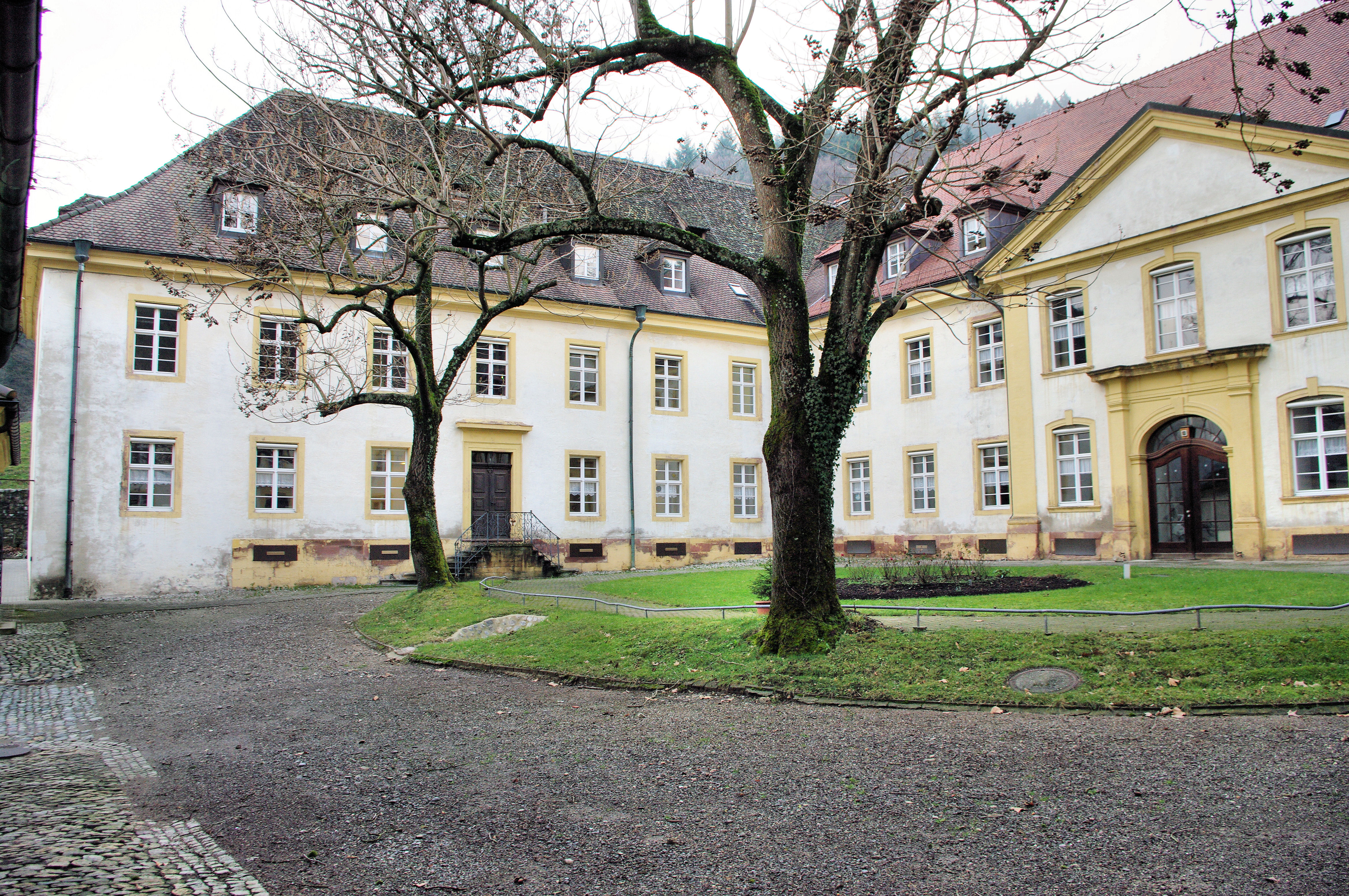
Patio
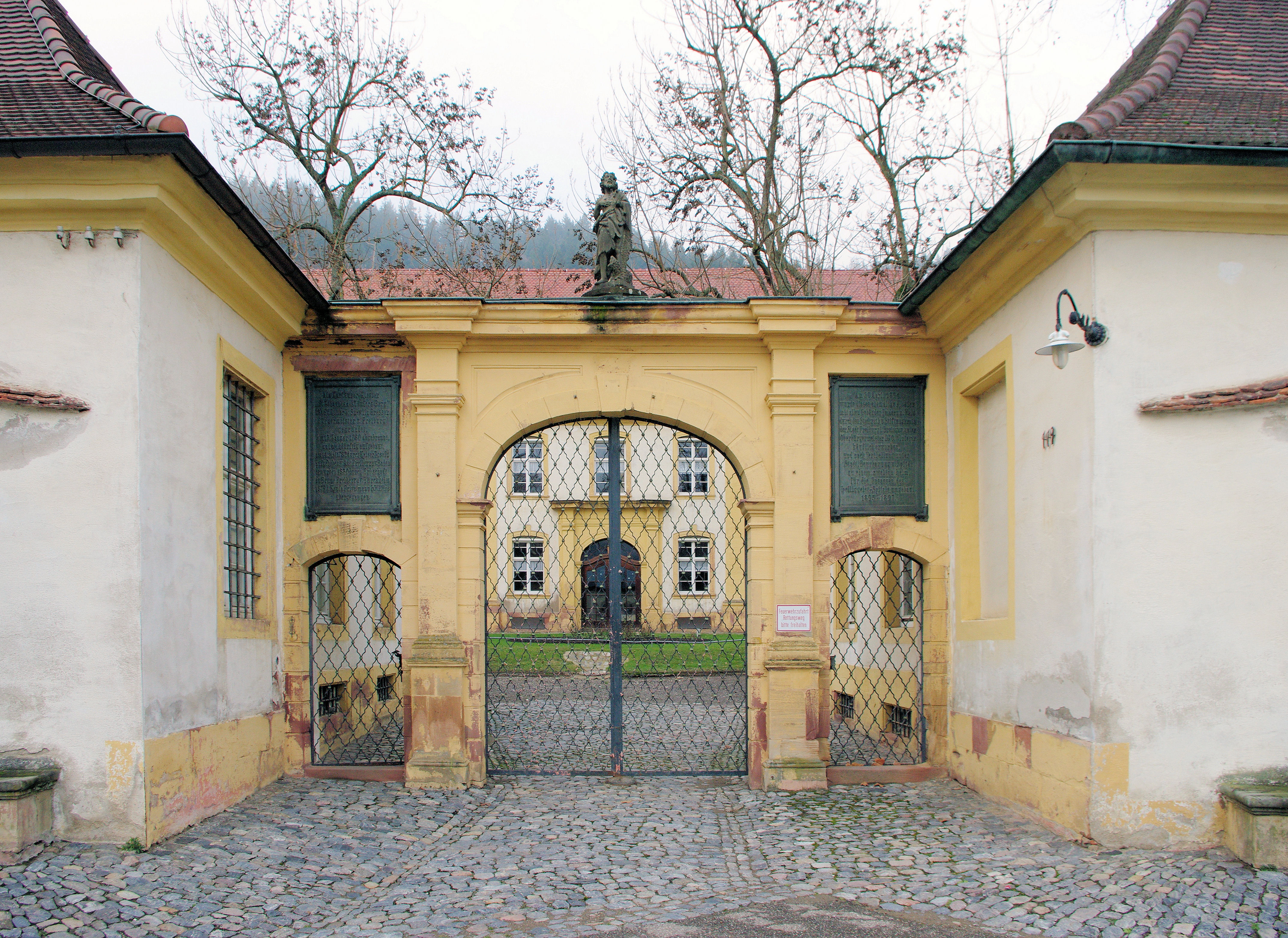
Entrada con tableros a cada lado
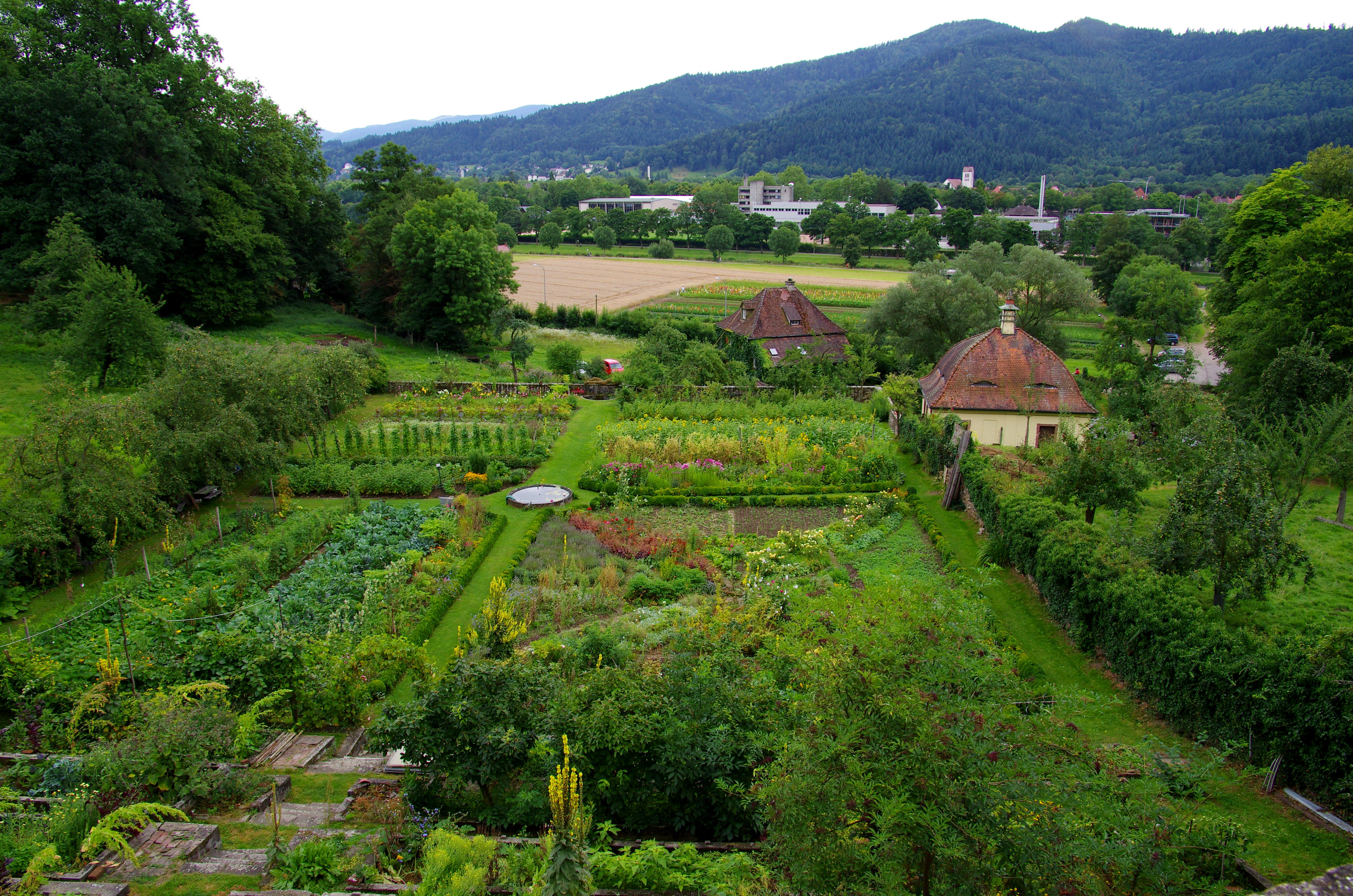
Jardín del monasterio
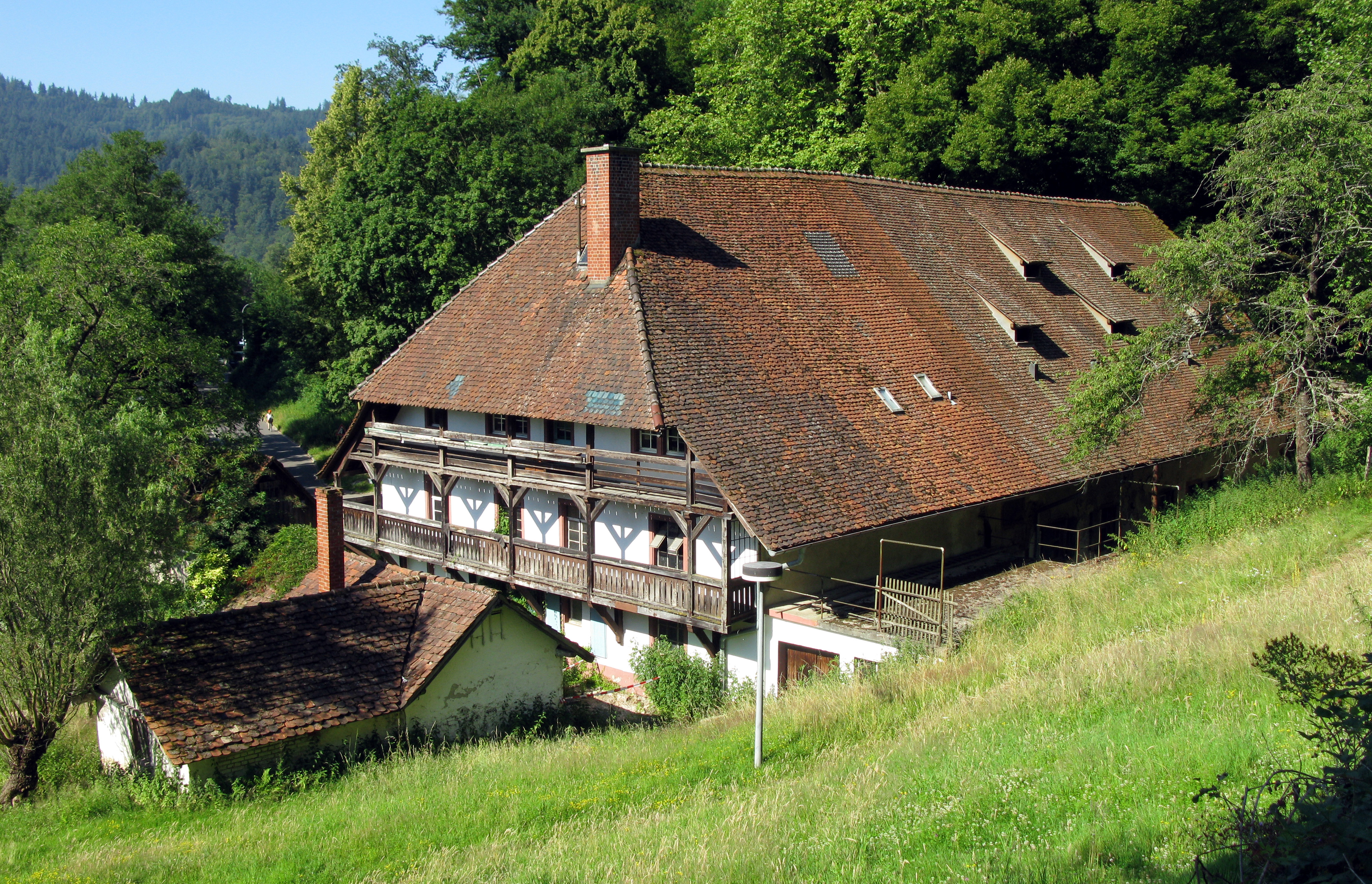
Meierhof
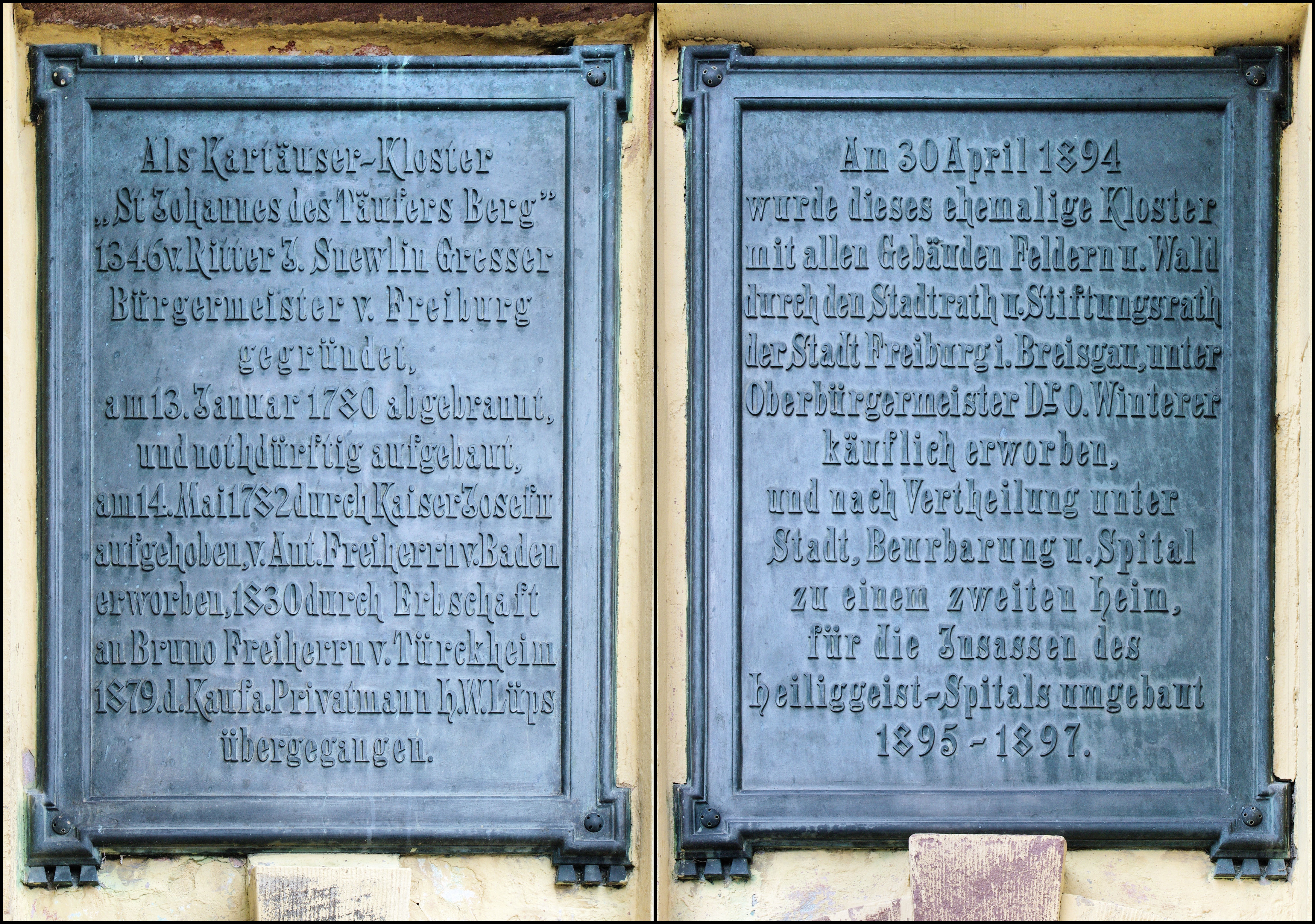
Los dos tableros